# Popovo
Popovo – wieś w Słowenii, w gminie Tržič. W 2018 roku liczyła 19 mieszkańców.